# كارلوس هيكتور
كارلوس هيكتور (بالإنجليزية: Carlos Casimiro)‏ هو لاعب كرة قاعدة دومينيكاوي، ولد في 8 نوفمبر 1976 في سان بيدرو دي ماكوريس في جمهورية الدومينيكان.

## وصلات خارجية
- كارلوس هيكتور على موقعبيزبول رفرنس.كوم (الدوري الرئيسي) (الإنجليزية)
- كارلوس هيكتور على موقعبيزبول رفرنس.كوم (الدوري الثانوي) (الإنجليزية)